# Lankesteria elegans
Lankesteria elegans är en akantusväxtart som först beskrevs av Ambroise Marie François Joseph Palisot de Beauvois, och fick sitt nu gällande namn av T. Anders.. Lankesteria elegans ingår i släktet Lankesteria och familjen akantusväxter. Inga underarter finns listade i Catalogue of Life.